# Allouville-Bellefosse
Allouville-Bellefosse là một xã thuộc tỉnh Seine-Maritime trong vùng Normandie ở phía nam nước Pháp. Xã này nằm ở khu vực có độ cao trung bình 148 mét trên mực nước biển.
Thị trấn nằm ở Pays de Caux, khoảng 30 dặm (48 km) về phía đông bắc Rouen tại giao lộ của các tuyến D33, D34 và D110.

## Dân số
| 1962                                 | 1968 | 1975 | 1982 | 1990 | 1999 | 2006 |
| ------------------------------------ | ---- | ---- | ---- | ---- | ---- | ---- |
| 645                                  | 675  | 661  | 903  | 1007 | 986  | 1022 |
| Từ năm 1962: Dân số không tính trùng |      |      |      |      |      |      |

## Những nơi đáng chú ý
- Nhà thờ St.Quentin, thế kỷ 16.
- Cây sồi 1000 tuổi.
- Nhà thờ thế kỷ 16 tại Bellefosse.
- Lâu đài thế kỷ 18.